# American Banker
American Banker fue un diario económico estadounidense y hoy es una revista comercial digital con unos pocos números anuales en papel que tiene sede en la ciudad de Nueva York y cubre la industria de los servicios financieros. En efecto, nació como un periódico diario, pero la edición impresa dejó de publicarse en 2016. Desde entonces tiene una edición en línea y continúa editándose en papel nueve veces al año. El primer número de American Banker salió a la calle en 1885 y fue considerado una continuación de una publicación anterior, Thompson's Bank Note Reporter, una modesta revista que comenzó a publicarse en 1836. Aunque a menudo se confunde con la Asociación de Banqueros Americanos u otros grupos comerciales de la industria del dinero, American Banker no depende de parte alguna y es una publicación comercial independiente.

## Historia
American Banker presume de ser una secuela de Thompson's Bank Note Reporter, un periódico publicado por John Thompson desde 1842. Durante esta época, el Thompson's Bank Note Reporter fue el más leído y confiable de las varias docenas de revistas y periódicos sobre moneda e inversiones. En efecto, el periódico publicaba información sobre el valor de mercado de los billetes impresos por cada uno de los cientos de bancos repartidos por Estados Unidos, así como descripciones actualizadas de billetes falsos en circulación. A mediados de la década de 1860, su información se volvió obsoleta a medida que se iba adoptando una moneda nacional uniforme de papel en todo el país; por esta razón, Thompson's Bank Note Reporter se convirtió en un "directorio bancario". Alrededor de la misma época, John Thompson vendió el periódico. Continuó cambiando de manos varias veces durante los veinte años siguientes, y su reputación decayó. En 1884-1885, el periódico fue objeto de un escándalo cuando se descubrió que había estado intentando chantajear a los bancos de todo el país con amenazas de menospreciar su reputación; el editor del periódico, L. P. Haver, finalmente evitó el tiempo de prisión al aceptar dejar de publicar el periódico.
En 1885, Charles David Steurer, que había estado gestionando la impresión de Thompson's Bank Note Reporter durante algún tiempo, fundó una editorial, Stumpf & Steurer, con su amigo Anthony Stumpf. Lanzaron American Bank Reporter, un directorio bancario similar a la última encarnación de Thompson, así como American Banker, un periódico financiero semanal. American Banker se convirtió en un periódico diario en 1899.

### Familia Otis (ca. 1910-1983)
Hacia 1910 la familia Otis de Boston se hizo con el periódico y su publicación hermana, Bond Buyer, y durante varias décadas se mantuvo como una empresa familiar. Charles Otis, expresidente del Wall Street Journal y de su empresa matriz, Dow Jones & Company, se convirtió en presidente y editor en 1913 y permaneció en ese papel más de 30 años, hasta su muerte en 1944. En 1936, Charles Otis celebró el centenario del periódico. En 1976, la gestión del periódico fue revisada. Willard S. Rappleye Jr., un ex editor de la revista Time fue despedido después de 13 años al frente de la misma. El presidente de American Banker, Edward F. McDougal, renunció en respuesta, y el editor financiero Ben Weberman también renunció. William S. Shanks, presidente y propietario minoritario de Bond Buyer, fue nombrado presidente de American Banker. Un año más tarde, Shanks fue despedido de ambos cargos por Derick Otis Steinmann (1943-2002), un descendiente de la familia Otis.
Steinmann fue presidente y CEO de American Banker y Bond Buyer desde 1976 hasta mediados de la década de 1980.  Steinmann hizo la transición de los periódicos a la era de la computadora, y facilitó su venta en 1983 a International Thomson, de Charles Otis.

### Propiedad posterior
Thomson Corporation comenzó a vender sus periódicos en 2000 y anunció su intención de poner American Banker y Bond Buyer en el mercado en 2001. En 2004, American Banker y Bond Buyer fueron vendidos a Investcorp, que los utilizaba como parte de su negocio SourceMedia. En 2014, Investcorp vendió SourceMedia a Observer Capital, una firma de capital privado fundada por Joseph Meyer, el editor de The New York Observer.

## Staff
En 2024, American Banker tenía aproximadamente 30 reporteros y editores en los Estados Unidos, periodistas que monitorean las últimas noticias que afectaban a la industria bancaria.
Chana R. Schoenberger, que anteriormente trabajó para Forbes, Bloomberg News, Dow Jones y The Wall Street Journal, se convirtió en editor en jefe en enero de 2022. Ella había sido editora en jefe de la publicación de gestión de riqueza de Arizent, Planificación Financiera, desde diciembre de 2020. Schoenberger reemplazó a Alan Kline, un veterano de 22 años del periódico, que fue nombrado editor en jefe en enero de 2020, sucediendo a Rob Blackwell.
Otros ex editores de American Banker incluyen a Marc Hochstein, Neil Weinberg, Barbara A. Rehm, quien fue editora en jefe de 2008 a 2010, y David Longobardi, quien fue redactor en jefe de 1999 a 2009, cuando fue nombrado director de contenido de SourceMedia Inc. Por su parte, Edwin A. Finn encabezó el periódico entre 1990-1992, y Phil Roosevelt de 1995 a 1999. A partir de mayo de 2012, Finn era editor y presidente y Roosevelt era editor administrativo adjunto de Barron's.

## Edición digital
American Banker lanzó una edición en línea en 1996, con todos los artículos de la edición impresa, así como ciertas características exclusivas en línea como foros.  En 2015, American Banker informó un alcance de más de 365.000 profesionales en servicios bancarios y financieros.
En 2016, American Banker anunció que terminaba la edición impresa, mientras continuaba publicando contenido en línea. La publicación continúa publicando una revista impresa nueve veces al año.

## Premios
American Banker ha ganado premios de periodismo frecuentes, incluyendo, más recientemente, varios de los Neals: Azbees y la Asociación Nacional de Editores Inmobiliarios.
En la década de 1980, American Banker ganó dos Premios Gerald Loeb y el premio George Polk por su cobertura de dos de las principales historias de la década: El rescate de Chrysler y el colapso del Penn Square Bank.